# Еналага
Еналага (з дав.-гр. ἐναλλαγή «підстановка») — стилістична фігура, яка полягає у використанні неправильної граматичної форми чи синтаксичної конструкції замість правильної. Часто еналагу використовують навмисно для створення іронії, синтаксичного паралелізму, логічного виділення певної частини висловлювання.

## Приклади
Як приклади еналаги можна навести такі речення:
- Вона таке нещасне.
- Завтра я дивлюся виставу.
- Він не прийшли.